# Щелкун посевной западный
Щелкун посевной западный (лат. Agriotes ustulatus) — вид щелкунов из подсемейства Agrypninae.

## Распространение
Щелкун распространён в Центральной, Южной и Юго-Восточной Европе. На территории бывшего СССР обитает в правобережной и западной лесостепи Украины, в интразональных биотопах разнотравных степей, в Поволжье, центральной и западной частях Кавказа. Интродуцирован в Бразилию.

## Описание

### Проволочники
Проволочник в длину достигает 25 мм.
Базальная часть тергитов гладкая, блестящая, крупно, реже морщинистоточечная, как и остальная поверхность тергитов.
Щетинки на вершине каудального сегмента выходят бугорковидных пор, значительно белее крупных, чем в передней половине. Сегмент в вершинной трети остроконический. Вершинный шип длинный, острый. Стернит и подпорка занимают чуть-чуть белее одной трети длины сегмента.

## Экология
Проволочники являются первостепенными вредителями культур в сельском хозяйстве. Кучками живут на пахотных угодьях в серых лесных почвах и выщелочных чернозёмах.